# Palaeodoxa subignea
Palaeodoxa subignea là một loài bướm đêm trong họ Geometridae.